# Genís Roca i Verard
Genís Roca i Verard   (Girona, 1966) és un expert català en processos de transformació empresarial, desenvolupament de negoci i cultura digital. És President de la Fundació Puntcat des de 2021.

## Trajectòria
És arqueòleg, llicenciat en Història per la Universitat Autònoma de Barcelona, i MBA per ESADE.
Cofundador de la consultora Roca-Salvatella, ha treballat en projectes per internet en els darrers 30 anys.
Va començar la seva carrera com a responsable de microinformàtica a la Universitat Autònoma de Barcelona, als anys 90. Posteriorment es va incorporar a l'equip de gestió de la UOC. Durant la dècada dels 2000 es va especialitzar en consultoria, primer com a director general d'Infonomia i a partir del 2008 amb la seva pròpia empresa, Roca Salvatella.
Forma part de la governança de diverses institucions, entre les quals es troben el RACC, el Museu Picasso, la Fundació Barcelona Music Lab, l'Escola Superior de Disseny, les Escoles Garbí o el Consell de Vint del Consolat de Mar, entre d'altres. Prèviament també ha format part d'òrgans de governança d'entitats com el Grup Enciclopèdia, Mobile World Capital Barcelona, GVC Gaesco. El 2017 presentà una candidatura a la presidència de l'Ateneu Barcelonès. També ha col·laborat amb el Govern de la Generalitat i l'Ajuntament de Barcelona formant part de diversos consells assessors.
A nivell acadèmic, ha col·laborat amb la Universitat Pompeu Fabra com a professor en diversos màsters i com a director acadèmic d'un postgrau en transformació digital. Com a comunicador, col·labora habitualment amb diversos mitjans de comunicació, com RAC1, La Vanguardia o Via Empresa, entre d'altres.
El gener de 2021 va ser escollit president de la Fundació puntCat.

## Publicacions
- 2015 - Big data para directivos (amb Albert Solana) ISBN 978-84-92921-17-1[14]
- 2015 - Las nuevas tecnologías en niños y adolescentes. Guía para educar saludablemente en una sociedad digital (editor). Editorial Hospital de Sant Joan de Deu B –9728-2011
- 2007 - Web 2.0 (Amb Antonio Fumero) M-15478-2007

## Premis i reconeixements
- 2013 i 2014- Escollit un dels 25 espanyols més influents a Internet pel diari El Mundo.[15][16]
- 2017 - Fou escollit Referent Digital E-Tech 2017 per l'Associació d’Empreses de Noves Tecnologies de Girona.[17]
- 2022 - Fou nomenat Talent Digital 2022 per la Fundació Gresol.[18]